# Jan Žižka: život a doba husitského válečníka
Jan Žižka: život a doba husitského válečníka je česká kniha, jejímž autorem je Petr Čornej a kterou vydalo vydavatelství Paseka k 600. výročí od začátku husitské revoluce. Má přibližně devět set stran rozdělených do osmi kapitol a třiašedesáti podkapitol, které sledují celý život Jana Žižky od mládí až do smrti. Kniha je završením celoživotního zájmu Petra Čorneje o husitství.

## Příprava
Petr Čornej knihu připravoval 16 let. Samotné psaní mu zabralo 15 měsíců. Knihu představil veřejnosti 4. prosince 2019 na Housově mlýně v Táboře.

## Ocenění
Dílo získalo cenu Magnesia Litera 2020 za nejlepší knihu roku a zvítězilo i v kategorii naučné literatury.